# Liste des résolutions du Conseil de sécurité des Nations unies adoptées en 1973
Les résolutions du Conseil de sécurité des Nations unies sont les décisions qui sont votées par le Conseil de sécurité des Nations unies.
Une telle résolution est acceptée si au moins neuf des quinze membres (depuis le 17 décembre 1963, 11 membres avant cette date) votent en sa faveur et si aucun des membres permanents qui sont la Chine, les États-Unis, la France, le Royaume-Uni et l'Union soviétique (la Russie depuis 1991) n'émet de vote contre (qui est désigné couramment comme un veto).

## Résolutions 325 à 344
- Résolution 325 : requête du Panama (adoptée le 26 janvier 1973).
- Résolution 326 : provocation par la Rhodésie du Sud (adoptée le 2 février 1973).
- Résolution 327 : décision de la Zambie d'imposer des sanctions (adoptée le 2 février 1973).
- Résolution 328 : Rhodésie du Sud (adoptée le 10 mars 1973).
- Résolution 329 : décision de la Zambie d'imposer des sanctions (adoptée le 10 mars 1973).
- Résolution 330 : paix et la sécurité en Amérique latine (adoptée le 21 mars 1973).
- Résolution 331 : la situation au Moyen-Orient (adoptée le 20 avril 1973).
- Résolution 332 : la situation au Moyen-Orient (adoptée le 21 avril 1973).
- Résolution 333 : Rhodésie du Sud (adoptée le 22 mai 1973).
- Résolution 334 : extension du stationnement à Chypre (16 juin 1973).
- Résolution 335 : admission de la République démocratique allemande et de la République fédérale d'Allemagne aux Nations unies (adoptée le 22 juin 1973 lors de la 1730e séance).
- Résolution 336 : admission de nouveaux membres : les Bahamas (adoptée le 18 juillet 1973 lors de la 1732e séance).
- Résolution 337 : détournement d'un avion libanais (adoptée le 15 août 1973).
- Résolution 338 : réaffirme la validité de la Résolution 242 et appelle à un cessez-le-feu dans la guerre du Kippour et à des négociations en vue « d’instaurer une paix juste et durable au Moyen-Orient », (adoptée le 22 octobre 1973 lors de la  1 747e séance).
- Résolution 339 : cessez-le-feu entre l'Égypte et l'Israël (adoptée le 23 octobre 1973).
- Résolution 340 : force d'urgence de l'ONU au Moyen-Orient (adoptée le 25 octobre 1973).
- Résolution 341 : établissement du FUNU (adoptée le 27 octobre 1973).
- Résolution 342 : la situation en Namibie (adoptée le 11 décembre 1973).
- Résolution 343 : la question de Chypre (adoptée le 14 décembre 1973).
- Résolution 344 : conférence de paix au Moyen-Orient (adoptée le 15 décembre 1973).